# Taeko Ōnuki
Taeko Ōnuki (大貫 妙子, Ōnuki Taeko) est une chanteuse-compositrice japonaise née le 28 novembre 1953 à Suginami (Tokyo) au Japon. Elle est particulièrement connue pour son influence sur le genre de la City Pop,,

## Carrière

### Débuts
Taeko Onuki est née dans le quartier de Suginami à Tokyo au Japon le 28 novembre 1953. Son père, Kenichiro Onuki, était un ancien membre de l'armée japonaise durant la seconde guerre mondiale.
En 1973, elle débute au sein du groupe Sugar Babe avec les musiciens Tatsuro Yamashita et Kunio Muramatsu. Celui-ci ne rencontre pas le succès escompté et ne sort qu'un seul album Songs en 1975 avant de se séparer en 1976 après seulement trois ans d'existence. Cette année là Taeko Onuki sort son premier album solo, Grey Skies qui est un prolongement du style de musique qu'elle chantait au sein de Sugar Babe. Son second album, Sunshower sorti en 1977, se différencie de son précédent album et s'inspire de la pop musique et du jazz. En 1978, son troisième album, Mignonne, produit par Eji Ogura, ne rencontre pas le succès escompté malgré une production revue à la hausse. Onuki prendra une pause de deux ans à la suite de cet échec. À partir de 1980, elle sort sa "trilogie européenne", trois albums nommés romantique (1980) Aventure (1981) et Cliché (1982) qui sont plus tournés vers la musique électronique.
Francophile, Taeko Onuki va nommer certains de ses albums avec des noms français (Mignonne, Romantique, Aventure, Cliché, Cahier, Copine) et chanter quelques chansons en français. L'album Cahier de 1984 s'accompagne d'un court-métrage tourné à Paris et les albums A Slice of Life et Pure Acoustic de 1987 contiennent une reprise de la chanson T'en va pas d'Elsa Lunghini nommée Kare To Kanojyo No Sonette.
Des années 1980 jusqu'aux années 2000, Taeko Onuki sort en moyenne un album par an. En 1998, elle gagne le Japan Academy Prize de la meilleure musique de film pour la bande son du film Tokyo Biyori.

## Années 2000
Continuant de sortir ponctuellement des albums, Taeko Onuki est embauchée à partir d'octobre 2005 comme présentatrice radio pour la station J-Wave de Tokyo. Elle y présente des programmes du mercredi soir nommés "NIGHT STORIES" ou " THE UNIVERSE". En 2006, on peut l'entendre dans la chanson "We miss you ~ The theme of love ~" de la bande son du jeu Game Boy Advance Mother 3, elle chante aussi la chanson-titre du long métrage d'animation tiré de la licence Animal Crossing. En 2009, Onuki sort une reprise de la chanson d'Eiichi Ohtaki "Kimi wa Tennen Shoku" pour l'album de reprise A Long Vacation. En 2020 on peut entendre sa voix sur le titre "YAMAZAKURA" dans la bande son du film Words Bubble Up Like Soda Pop  .
En 2022, un extrait du titre 4 A.M. tiré de l'album Mignonne se met soudainement à être utilisé dans de nombreuses vidéos TikTok.

## Discographie

### Albums solo
- Grey Skies [グレイ・スカイズ]  (1976)
- Sunshower [サンシャワー] (1977)
- Mignonne [ミニヨン]  (1978)
- Romantique [ロマンティーク]  (1980)
- Aventure [アヴァンチュール]  (1981)
- Cliche [クリシェ]  (1982)
- Signifie [シニフィエ]  (1983)
- Cahier [カイエ] (1984)
- Copine [コパン]  (1985)
- アフリカ動物パズル  (1985)
- Comin' Soon [カミング・スーン]  (1986)
- A Slice of Life [スライス・オブ・ライフ] (1987)
- Pure Acoustic [ピュア・アコースティック] (1987)
- Purissima [プリッシマ]  (1988)
- New Moon (1990)
- Pure Drops (1991)
- Drawing (1992)
- Shooting Star in the Blue Sky (1993)
- Tchou [チャオ！]  (1995)
- 東京日和  (1997)
- Lucy [ルーシー]  (1997)
- Attraction [アトラクシオン]  (1999)
- Ensemble [アンサンブル]   (2000)
- Beautiful Songs  (2000, album live)
- Note [ノート]  (2002)
- One Fine Day [ワン・ファイン・デイ]  (2005)
- Pure Acoustic 2018 "Live" On March 24 (2018, Live)

### Albums avec d'autres groupes

#### Avec Sugar Babe
- Songs (1975)

#### Avec Ryuichi Sakamoto
- UTAU (2010)

#### Avec Ryota Komatsu
- Tint (2015)

### Collaborations
- - On The Beach (1985)